# Виан, Филип
Сэр Филип Луис Виан, (англ. Sir Philip Louis Vian) (15 июля 1894, Лондон — 27 мая 1968, Эшворд Хилл, Хэмпшир) — британский адмирал флота, участник обеих мировых войн. Рыцарь Ордена Бани, кавалер ордена «За выдающиеся заслуги».
В конце Первой мировой войны Виан прошёл курсы подготовки артиллерийских офицеров и впоследствии служил артиллерийским офицером на линейном крейсере «Австралия», линкоре «Тандерер» и других. В начале 1930-х назначен командиром эсминца «Эктив», позднее командовал несколькими флотилиями эсминцев.
Весной 1940 года эсминец «Казак», которым командовал Виан, освободил пленных британских моряков, удерживавшихся на немецком судне «Альтмарк»; через год флотилия, которой командовал Виан, попыталась торпедировать немецкий линкор «Бисмарк» в ночь перед его гибелью. Большую часть войны Виан провёл на Средиземноморском театре, командуя эскадрой крейсеров, в конце войны Виану было поручено командование авианосным соединением Тихоокеанского флота Великобритании. После войны Виан был Морским лордом Адмиралтейства, командовал флотом метрополии. В 1952 году вышел на пенсию в звании адмирала флота и далее занимал должности директоров в коммерческих фирмах.